# Presuryzacja

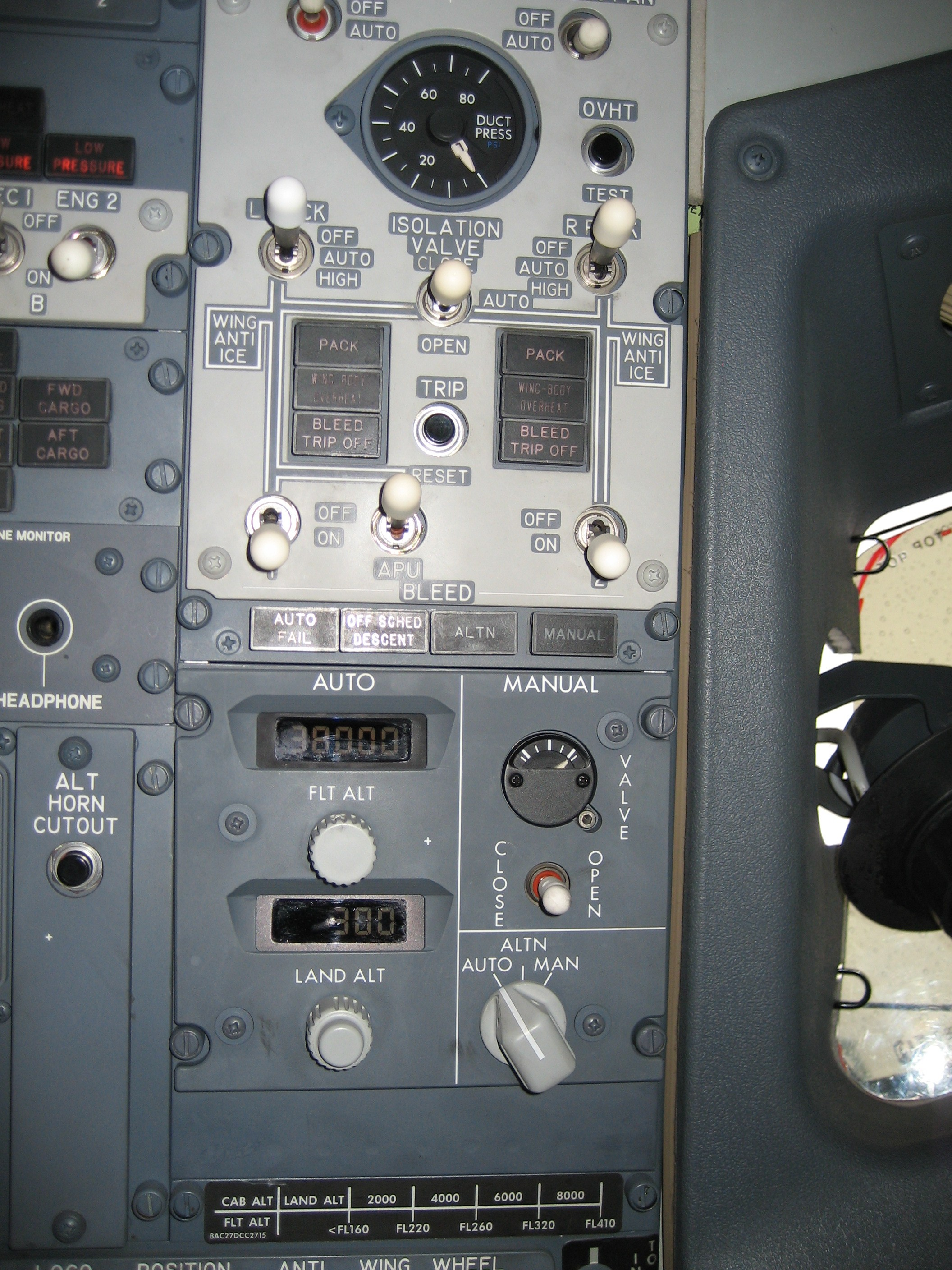
Panel sterowania pneumatyką i presuryzacją w Boeingu 737

Presuryzacja – utrzymanie odpowiedniego ciśnienia (i temperatury) w kabinie samolotu. Najważniejszymi parametrami są ciśnienie w kabinie (podawane jako odpowiadająca ciśnieniu wysokość – "Cabin Altitude") oraz różnica ciśnień wewnątrz i na zewnątrz samolotu ("Differential Pressure").

## Zasada działania (na przykładzie Boeinga 737)
Sprężone powietrze pobierane jest ze stopnia sprężania silnika odrzutowego (bądź Auxiliary power unit "APU") ("Bleed Air"). Pobrane powietrze ma temperaturę rzędu 250 stopni Celsjusza oraz ciśnienie około dwóch atmosfer. Następnie kierowane jest do Pressure & Air Conditioning Kit (w skrócie "PACK"). Tam jest chłodzone do temperatury jaka ma panować w najchłodniejszej sekcji samolotu. Chłodzenie następuje przy wykorzystaniu zimnego powietrza z zewnątrz ("Ram Air") przepływającego przez wymiennik ciepła. Temperatura w pozostałych sekcjach kontrolowana jest poprzez dodanie do schłodzonego powietrza gorącego ("Trim Air"). Ciśnienie kontrolowane jest poprzez zawory ("Outflow Valve") w kadłubie samolotu wypuszczające powietrze na zewnątrz.

## Inne rozwiązania
W Boeingu 707 oprócz pobierania powietrza prosto z silników istniała możliwość uruchomienia turbokompresorów. Urządzenia te także napędzane były poprzez powietrze z silnika, jednak były bardziej ekonomiczne w użyciu w przypadku wczesnych silników odrzutowych.
Boeing 707 posiadał turbokompresory przy trzech silnikach, montowane w pylonach. Wersje krótkodystansowe samolotu miały tylko dwa turbokompresory.
Boeing 787 w ogóle nie ma systemów pneumatyki a z jego silników nie jest pobierane powietrze. Powietrze dostarczane jest poprzez elektryczne kompresory, dzięki czemu nie trzeba go chłodzić z wysokiej temperatury. Zmniejsza to zużycie paliwa.
W biznesowych samolotach opartych na konstrukcji Boeinga 737 istnieje możliwość zwiększenia ciśnienia w kabinie (a tym samym różnicy ciśnień wewnątrz i na zewnątrz) kosztem skróconej żywotności kadłuba.

## Obsługa systemu
Większość samolotów ma dwa urządzenia PACK. Boeing 747 posiada trzy PACK-i. Ponieważ PACK-i zużywają dużą ilość powietrza w niektórych sytuacjach muszą być wyłączone. Zazwyczaj konieczność taka występuje podczas uruchamiania silników oraz startu. Boeing 737 może wystartować z oboma PACK-ami załączonymi, w 747 wyłącza się jeden z zestawów. W Boeingu 707 typowo wyłączany jest jeden (najbardziej zewnętrzny) turbokompresor. W trakcie postoju na ziemi powietrze dostarczane jest przez APU. Istnieje jednak możliwość podłączenia klimatyzowanego powietrza bezpośrednio do systemu samolotu (nie przechodzi ono w takim wypadku przez PACK). Po podłączeniu zewnętrznego zasilania nie ma konieczności uruchamiania APU.